# 雅各布·霍恩伯格
雅各布·喬治·霍恩伯格（英語：Jacob George Hornberger；1950年1月1日—），是美國一位律師、作家和政治人物，自由未來基金會創辦人，以及2000年和2020年自由意志黨全國代表大會中的美國總統候選人。

## 早年生活
霍恩伯格的父親是德裔美國人，母親是墨西哥裔美國人，在德克薩斯州拉雷多附近里奧格蘭德的一個農場長大；成年後考取维吉尼亚军事学院的經濟學學士學位和德克薩斯大學奧斯汀分校的法律學士學位。

## 外部連結
- C-SPAN內的頁面（英文）